# Mountain Justice (1937)
Mountain Justice is een Amerikaanse dramafilm uit 1937 onder regie van Michael Curtiz. In Nederland werd de film destijds uitgebracht onder de titel De tiran.

## Verhaal
Ruth Harkins is een jonge vrouw uit de bergen die streng is opgevoed door haar autoritaire vader. Ze gaat medicijnen studeren in New York. Daar leert ze de jonge advocaat Paul Cameron kennen.

## Rolverdeling
| Acteur               | Personage                      |
| -------------------- | ------------------------------ |
| George Brent         | Paul Cameron                   |
| Josephine Hutchinson | Ruth Harkins                   |
| Guy Kibbee           | Dr. John Aloysius Barnard      |
| Mona Barrie          | Evelyn Wayne                   |
| Robert Barrat        | Jeff Harkins                   |
| Joe King             | Rechter op het proces van Ruth |
| Margaret Hamilton    | Phoebe Lamb                    |
| Robert McWade        | Rechter Horace Bamber          |
| Fuzzy Knight         | Clem Biggers                   |
| Edward Pawley        | Tod Miller                     |
| Elisabeth Risdon     | Meg Harkins                    |
| Marcia Mae Jones     | Bethie Harkins                 |
| Granville Bates      | Rechter op het proces van Jeff |
| Russell Simpson      | Matthew Turnbull               |
| Sybil Harris         | Mevrouw Turnbull               |